# Знаки (фильм)
«Знаки» (англ. Signs) — американский фантастический триллер (с небольшими комедийными и драматическими элементами) 2002 года, режиссёра М. Найта Шьямалана.
Премьера фильма состоялась 29 июля 2002 года. Кассовые сборы фильма в США составили $228 млн, в остальных странах — $180 млн.

## Сюжет
Действие фильма происходит в городке Дойлстаун, округ Бакс (штат Пенсильвания), что в 60 километрах от Филадельфии. Здесь живёт семья бывшего священника Грэма Хесса (Мел Гибсон). В его фермерском хозяйстве большое поле кукурузы, хозяйственные постройки и большой двухэтажный дом, где живёт сам Грэм, его младший брат, бывший бейсболист Меррилл (Хоакин Феникс), а также двое детей священника — сын Морган (Рори Калкин) и маленькая дочь Бо (Эбигайл Бреслин). Жена Грэма, Коллин (Патриция Калембер), несколько лет назад попала в аварию и погибла — её нечаянно сбил на дороге житель их городка Рэй Редди (М. Найт Шьямалан). После этого случая Грэм Хесс снял с себя сутану и не желал более быть святым отцом.
Однажды утром Грэм Хесс обнаруживает на своём поле огромные идеально ровные 500-футовые круги скошенной кукурузы, а около их дома начинают происходить разные странные случаи. Дворовая собака вдруг стала излишне беспокойной; однажды ночью Грэм и Меррилл увидели кого-то, кто с лёгкостью запрыгнул на крышу их высокого дома. Прибывшая офицер полиции Кэролайн Паски (Черри Джонс) также не может прояснить происходящее. Вскоре по телевизору начинают передавать сенсационные материалы о возникающих по всему миру огромных кругах на полях. Сообщается также, что в небе американского штата Нью-Мексико появилось множество огней, надвигающихся в сторону Нью-Йорка. В последующие дни такие же огни видят в самых различных уголках планеты. В Бразилии любительской видеокамерой был снят первый контакт человека с пришельцем — угловатым высоким субъектом.
Рэй — тот самый, кто был повинен в смерти Колин — сбегая из города, рассказывает Грэму, что сумел закрыть одного из пришельцев в своей кладовке, кроме того он делится своим предположением, что безопаснее всего держаться ближе к водоёмам, от которых пришельцы почему-то держатся подальше. Вернувшись домой, Грэм предлагает семье последовать примеру Рэйя и отправиться к озеру. Не встретив поддержки этой идеи, Грэм предлагает подготовить дом к сопротивлению, Хессы заколачивают окна и двери досками. Ночью перестают работать радиостанции и телестудии, во дворе начинает выть, а затем навсегда умолкает собака. После того как пришельцы начинают штурм жилища, члены семьи отправляются в подвал, где пытаются забаррикадироваться и не попасться в руки иноземцам. Ночью у Моргана начинается приступ астмы, однако путь к лекарствам остаётся заблокированным.
Утром Меррилл рассказывает Грэму, что судя по сообщениям с радио, большая часть пришельцев покинула Землю, так как судя по всему люди нашли эффективное средство для борьбы с ними. Покинув подвал, братья принимаются помочь Моргану избавиться от приступа, но внезапно в комнате оказывается инопланетное существо, которое, схватив мальчика своими конечностями, начинает выделять отравлящий газ. Вспомнив слова своей жены перед смертью, Грэм повторяет их брату, приказывая тому «Махнуть битой». Меррилл подбирает со стены биту и начинает избивать существо. В процессе борьбы на существо начинают проливаться стаканы с водой. Теория Рэя подтверждается, так как контакт с водой оказывается для существа смертельным. Победив пришельца, Грэм наконец спасает сына, вколов ему препарат.
Как оказалось, приступ болезни помог мальчику выжить, так как отсутствие дыхания не позволило вдохнуть ядовитый газ, который испускал на него пришелец. Астма мальчика была не единственным «знаком» в фильме. Так, вода на месте схватки брата священника с инопланетянином оказалась потому, что у девочки, Бо, была своеобразная навязчивая идея о том, что в воде, которую она пьёт, живут амёбы или бактерии, поэтому по всему дому стояли стаканы с водой, из которых начинала пить девочка. В свою очередь, драка Меррилла с инопланетянином началась с удара битой, висевшей в комнате на стене вместе с памятной табличкой о рекордном ударе Меррилла в одном из матчей; а после автокатастрофы, умирая, жена сказала Грэму — «Скажи Мерриллу, чтобы махнул битой».
Спустя некоторое время после основных событий Грэм снова начинает ходить в одеянии святого отца. Произошедшее восстановило в нём веру в Бога.

## В ролях
| Актёр             | Роль                          |
| ----------------- | ----------------------------- |
| Мэл Гибсон        | Грэм Хесс                     |
| Хоакин Феникс     | Меррилл Хесс                  |
| Черри Джонс       | офицер полиции Кэролайн Паски |
| Рори Калкин       | Морган Хесс                   |
| Эбигейл Бреслин   | Бо Хесс                       |
| Патриция Кэлембер | Коллин Хесс                   |
| М. Найт Шьямалан  | Рэй Редди (врач)              |
| Майкл Шоултер     | Лайонел Причард               |

## Подготовка к съёмкам
По первоначальному замыслу пришельцы должны были иметь облик, подобный инопланетянину в фильме «Хищник» (1987), но режиссёру не понравились пробные кадры, и он попросил изменить их облик на типичных греев (в фильме инопланетяне представляют собой нечто среднее между греями и человекоподобными ящерами). Также по первоначальному сценарию Грэм Хесс был старше, чем в фильме, и предполагалось взять на роль или Пола Ньюмана или Клинта Иствуда, однако после их отказа был приглашён Мел Гибсон, в связи с чем пришлось внести некоторые изменения в сценарий. Работа же над музыкальным сопровождением была начата задолго до самих съёмок, визуальным материалом для его создания послужили эскизы, предоставленные М. Найт Шьямаланом.
При поиске актёров на одну из ролей приглашался Джонни Депп. М. Найт Шьямалан получил за сценарий и постановку этого фильма 10 миллионов долларов.

## Съёмки
Съёмки фильма проходили в период с 13 сентября по 29 ноября 2001 года в большинстве своём в маленьких городах штата Пенсильвания. Во время съёмок была применена не имеющая аналогов технология поливки зерновых культур, что позволило быстрее их взрастить. Мел Гибсон даже не догадывался, что режиссёр фильма исполнит камео в роли врача, он узнал это лишь в соответствующий день съёмки. Кроме того, режиссёр предоставил кадры своей любительской видеосъёмки в Бразилии для некоторых сцен фильма.
Съёмки сцены, в которой Грэхем в последний раз разговаривает со своей женой, первоначально были запланированы на 12 сентября 2001 года, за день до этого произошла известная трагедия. Таким образом съёмки сцены начали лишь после того, как все участники съёмочного процесса поставили свечи в память о погибших. Не обошли съёмки фильма и личные трагедии участников: сцена, в которой персонаж М. Найт Шьямалана сообщает Хессу о смерти его жены, снималась через сутки после того, как режиссёр потерял в результате смерти одного из своих родственников. Также у одного актёра в ходе съёмок были проблемы со здоровьем, не позволившие ему продолжать съёмки. Такой случай произошёл с Марком Руффало (англ. Mark Ruffalo), который начинал играть Меррилла, но был вынужден отказаться от роли по состоянию здоровья (его сменил Хоакин Феникс).
- Картинки, которые в фильме делает Бо Хесс, на самом деле нарисовала дочь режиссёра Сэйлек Шьямалан (англ. Salek Shyamalan).
- Круги на полях, которые можно видеть в фильме, были специально изготовлены для фильма.

## Выход фильма
Незадолго до премьеры фильма распространились слухи, что «Disney» в рекламных целях для повышения загадочности вокруг фильма по всем штатам Америки скрытно сделает круги на фермерских полях. Компания отказалась прокомментировать этот слух.
- На постерах фильма, по просьбе режиссёра, не стали изображать лица Мела Гибсона и упоминания фильма «Шестое чувство», который также снял М. Найт Шьямалан.[источник не указан 2363 дня]

## Награды и звания
- 2002 — премия «Bogey Award»
- 2003 — премия «ASCAP Award» в категории «Top Box Office Films» (Джеймс Ньютон Говард)
- 2003 — номинация на премию «Сатурн» (англ. Saturn Award) в категории «лучший научно-фантастический фильм»
- 2003 — номинация на премию Брэма Стокера (Bram Stoker Award) в категории «сценарий» (М. Найт Шьямалан)
- 2003 — номинация на премию «Золотой спутник» (Golden Satellite Award) в категории «лучший звук» (Ричард Кинг)
- 2003 — номинация на премию «OFCS Award» в категории «лучшая оригинальная музыка» (Джеймс Ньютон Говард)
- 2003 — номинация на премию «OFCS Award» в категории «лучший оригинальный сценарий» (М. Найт Шьямалан)
- 2003 — номинация на премию «OFCS Award» в категории «лучшая музыка» (Ричард Кинг)
- 2003 — номинация на премию «Молодой артист» (Young Artist Award) в категории «лучший семейный фантастический фильм»
- 2003 — номинация на премию «Молодой артист» в категории «лучшее исполнение роли молодым актёром в фантастическом фильме» (Рори Калкин)
- 2003 — номинация на премию «Молодой артист» в категории «лучшее исполнение роли молодой актрисой до 10 лет в фантастическом фильме» (Эбигайл Бреслин)[3]

## Технические данные
- Фильмокопия: Kodak 35mm
- Звук: Dolby Digital 5.1, DTS 5.1, SDDS 7.1
- Рейтинг MPAA: PG-13